# 国务院体制改革办公室
国务院体制改革办公室（简称“国务院体改办”），是中华人民共和国国务院成立的国务院临时办事机构，负责体制改革工作。

## 沿革
1979年1月1日，《人民日报》发表元旦社论《把主要精力集中到生产建设上来》。1月18日至4月3日，中共中央宣传部和中国社会科学院分两个阶段召开理论务虚会，批判“两个凡是”，首次认真讨论“阶级斗争”和“无产阶级专政下继续革命”的口号，确定了以现代化建设为中心，坚持改革开放和四项基本原则的方针。
1979年7月2日，在国务院财政经济委员会下成立经济体制改革研究小组（以下简称体改组），任务是制定出一个经济体制改革方案。体改组组长张劲夫，副组长薛暮桥、房维中、廖季立、刘明夫。专职成员有廖季立、柳随年、季崇威、徐景安等。
1979年7月24日至8月上旬，该小组召开改革总体设想座谈会。会上薛暮桥表示，经济体制改革的根本道路就是按经济发展规律管理经济。要准备冒风险。中国社会科学院财贸经济研究所所长刘明夫接连发出15问，包括如何保证将商品经济纳入社会主义道路以及有计划按比例发展的轨道等等。经济研究所原所长孙冶方谈到经济民主化必须有政治民主化保证。经济研究所副所长刘国光论述了经济体制模式选择、集权与分权关系、企业自主权、发挥市场作用等问题。经济研究所副所长董辅礽指出，经济体制改革的实质是改革全民所有制的国家所有制形式。
1979年10月，体改组拟出《关于经济体制改革总体设想的初步意见》，因不成熟而未提交国务院财政经济委员会审议。邓小平听说有此稿后说，可以披头散发和大家见面，征求意见嘛。1979年12月3日，体改组乃将《初步意见》提交全国计划会议，1979年12月15日张劲夫做了个说明。他提出了“方向准、起步稳”的原则。
《初步意见》主张利用经济手段管理经济，实行计划调节与市场调节相结合，扩大企业自主权，划分中央和地方职权。具体拟定出5项改革目标：将企业从行政机构的附属物改成相对独立的商品生产者；将单纯的行政管理改成经济办法与行政办法相结合；将单一的计划调节改成计划调节与市场调节相结合；划分中央与地方权限，发挥地方的积极性。
1980年初，李先念在中南海主持召开了国务院财经会议，讨论《关于经济体制改革总体设想的初步意见》，与会者因为对经济体制改革尚无概念而没有发表意见，李先念拍板将该文件先发下去试行。
1980年初，赵紫阳从中共四川省委书记任上调到北京，同年3月奉命主抓经济，担任中央财经领导小组组长；9月任中华人民共和国国务院总理。四川早在1978年第四季度起就开始了扩大国营企业自主权的试点。1980年6月已扩展到全国6600个国营大型企业。当时，胡耀邦和赵紫阳都有意推动改革方案出台。
1980年5月8日，成立国务院体制改革办公室，是直属国务院的办事机构，不在政府序列中。国务院体制改革办公室负责制定改革的总体规划，协调各方面的改革工作。国务院体改办的成立，体现了将体制改革纳入一个总体规划的意图。杜星垣任办公室主任。薛暮桥任顾问。
国务院体改办成立后，另起炉灶起草《经济体制改革的初步意见》。1980年6月、7月间，薛暮桥连续发表《关于经济体制改革的探讨》、《关于经济体制改革的一些意见》、《计划调节和市场调节》等文章，指出现阶段中国社会主义经济只能是一种商品经济；计划调节要和市场调节结合，在计划指导下充分发挥市场调节的作用。上述观点都被写入《初步意见》中。《经济体制改革的初步意见》中最有突破性的创见是说：“我国现阶段的社会主义经济，是生产资料公有制占优势，多种经济成分并存的商品经济。我国经济改革的原则和方向应当是，按照发展商品经济的要求，自觉运用价值规律，把单一的计划调节改为在计划指导下，充分发挥市场调节的作用。”
《经济体制改革的初步意见》完稿时，正逢中央召开各省市区第一书记会议。领导决定将《初步意见》提交会议讨论，指定薛暮桥在会上作个说明。总书记胡耀邦对《初步意见》和薛暮桥的说明十分欣赏。各省市区第一书记要求印发薛暮桥的发言稿。该发言稿是在开会前一天刚写出，未及修改。胡耀邦说先不修改了，拿去印吧。此次会上并未展开讨论，也未作出决定。《初步意见》仅供大家研究。会后也未公开发表。
1982年5月4日，中华人民共和国国家经济体制改革委员会正式成立，取代了国务院经济体制改革办公室。

## 历任领导
国务院财政经济委员会经济体制改革小组组长（1979年9月～1980年5月）
- 张劲夫[3]，时任国务院财政经济委员会副秘书长
  - 副组长：廖季立

国务院体制改革办公室主任（1980年5月～1982年5月）
- 杜星垣（1980年5月 - 1982年5月），国务院秘书长[1]
  - 第一副主任：周太和（1981年8月 - 1982年4月）
  - 副主任：廖季立（1981年8月 - 1982年4月）

国家经济体制改革委员会主任（1982年5月～1998年3月）
- 赵紫阳（1982年5月 - 1987年4月）
  - 党组书记：安志文（1983年7月 - 1987年3月）
  - 副主任：杜星垣（1982年5月 - 1983年7月）、安志文（1982年5月 - 1987年4月）、周太和（1982年5月 - 1985年5月）、童大林（1982年5月 - 1985年5月）、陶力（1983年7月 - 1985年5月）、鲍彤（1983年7月 - 1988年5月，时任国务院副秘书长）、贺光辉（1983年7月 - 1995年1月）、高尚全（1985年5月 - 1993年6月）
  - 秘书长：周太和（1982年5月 - 1983年7月）、董峰（1983年7月 - 1985年6月）、洪虎（1985年6月 - 1991年8月）
  - 专职委员：陶力（1982年7月 - 1983年7月）、廖季立（1982年7月 - 1983年7月）、董峰（1982年7月 - 1985年6月）、詹武（1982年7月 - 1985年6月）、李岩	（1982年7月 - 1985年6月）、宋一峰（1982年7月 - 1985年6月）、杨启先（1985年6月 - 1990年12月）、傅丰祥（1985年6月 - 1993年2月）、陈一谘（1985年6月 - 1996年3月） 、宫著铭（1985年6月 - 1990年7月）、郑洪庆（1986年11月 - 1990年12月）、周小川（1986年11月 - 1990年12月）
  - 顾问：薛暮桥（1982年5月 - 1985年5月）、马洪（1982年5月 - 1985年5月）、廖季立（1983年7月 - 1988年5月）、陶鲁笳（1985年2月 - 1988年5月）
- 李铁映（1987年4月 - 1988年4月，第一次）
  - 副主任：鲍彤（1983年7月 - 1988年5月，时任国务院副秘书长）、贺光辉（1983年7月 - 1995年1月）、高尚全（1985年5月 - 1993年6月）
  - 秘书长：洪虎（1985年6月 - 1991年8月）
  - 专职委员：杨启先（1985年6月 - 1990年12月）、傅丰祥（1985年6月 - 1993年2月）、陈一谘（1985年6月 - 1996年3月） 、宫著铭（1985年6月 - 1990年7月）、郑洪庆（1986年11月 - 1990年12月）、周小川（1986年11月 - 1990年12月）
  - 顾问：廖季立（1983年7月 - 1988年5月）、陶鲁笳（1985年2月 - 1988年5月）
- 李鹏（1988年4月 - 1990年9月）
  - 副主任：贺光辉（1983年7月 - 1995年1月）、高尚全（1985年5月 - 1993年6月）、刘鸿儒（1988年5月 - 1993年6月）、张彦宁（1988年5月 - 1991年4月）
  - 秘书长：洪虎（1985年6月 - 1991年8月）
  - 专职委员：杨启先（1985年6月 - 1990年12月）、傅丰祥（1985年6月 - 1993年2月）、陈一谘（1985年6月 - 1996年3月） 、宫著铭（1985年6月 - 1990年7月）、郑洪庆（1986年11月 - 1990年12月）、周小川（1986年11月 - 1990年12月）	、陈兰通（1988年6月 - 1990年2月）、李修义（1988年6月 - 1994年11月）、孙效良（1988年6月 - 1993年10月）
- 陈锦华（1990年9月 - 1993年3月）
  - 副主任：贺光辉（1983年7月 - 1995年1月）、高尚全（1985年5月 - 1993年6月）、刘鸿儒（1988年5月 - 1993年6月）、张彦宁（1988年5月 - 1991年4月）、洪虎（1991年2月 - 1998年3月）、刘志峰（1992年9月 - 1998年3月）
  - 秘书长：洪虎（1985年6月 - 1991年8月）、王仕元（1991年8月 - 1993年12月）
  - 专职委员：杨启先（1985年6月 - 1990年12月）、傅丰祥（1985年6月 - 1993年2月）、陈一谘（1985年6月 - 1996年3月） 、郑洪庆（1986年11月 - 1990年12月）、周小川（1986年11月 - 1990年12月）、李修义（1988年6月 - 1994年11月）、孙效良（1988年6月 - 1993年10月）
- 李铁映（1993年3月 - 1998年4月，第二次）
  - 党组书记：贺光辉（1993年5月 - 1995年1月）、张皓若（1995年1月 - 1998年3月）
  - 副主任：贺光辉（1983年7月 - 1995年1月）、高尚全（1985年5月 - 1993年6月）、刘鸿儒（1988年5月 - 1993年6月）、洪虎（1991年2月 - 1998年3月）、刘志峰（1992年9月 - 1998年3月）、乌杰（1993年5月 - 1998年2月）、马凯（1993年6月 - 1995年1月）、王仕元（1993年6月 - 1995年8月）、张皓若（1995年1月 - 1998年3月）、王东进（1996年3月 - 1998年3月）、邵秉仁（1996年3月 - 1998年3月）
  - 秘书长：王仕元（1991年8月 - 1993年12月）、邵秉仁（1993年12月 - 1996年3月）、郭树清（1996年3月 - 1997年12月）、彭森（1997年12月 - 1998年3月）	秘书长	1997.12～1998.3
  - 专职委员：陈一谘（1985年6月 - 1996年3月）、李修义（1988年6月 - 1994年11月）、孙效良（1988年6月 - 1993年10月）
- 朱镕基（1998年4月 - 2003年3月）

1998年中国国务院机构改革中，「国家体改委」撤销，改设为“国务院经济体制改革办公室”（简称“体改办”）。同时，成立了一个虚设的“国家体改委 ”作为国务院的议事机构，退出了政府组成序列。
国务院经济体制改革办公室主任（1998年3月～2003年3月）
- 刘仲藜（1998年3月 - 2000年12月）
  - 副主任：洪虎（1998年4月 - 2000年9月）、 万季飞（1998年4月 - 2000年1月）、邵秉仁（1998年4月 - 2003年1月）、李剑阁（1998年1月 - 2003年3月）、宋宝瑞（1999年5月 - 2003年3月）、彭森（2000年1月 - 2003年3月）、潘岳（2000年1月 - 2003年3月）
- 王岐山（2000年12月 - 2002年11月）[4]。
  - 副主任：邵秉仁（1998年4月 - 2003年1月）、李剑阁（1998年1月 - 2003年3月）、宋宝瑞（1999年5月 - 2003年3月）、彭森（2000年1月 - 2003年3月）、潘岳（2000年1月 - 2003年3月）

## 人员编制
根据《国务院办公厅关于印发国务院经济体制改革办公室职能配置内设机构和人员编制规定的通知》（国办发〔1998〕34号），中华人民共和国国务院经济体制改革办公室机关行政编制为85名。其中：主任1名，副主任4名，司局级领导职数23名（含秘书长1名和机关党委专职副书记）。
离退休干部工作机构、后勤服务机构及编制，按有关规定另行核定。